# Sœurette
Sœurette is een Franse dramafilm uit 1914 onder regie van Maurice Tourneur.

## Verhaal
Een vondelinge wordt verliefd op een idealistische, jonge arts. Hun romance wordt verstoord, als ze erachter komt dat haar verloren gewaande vader intussen een miljonair is geworden. Haar nieuwe stiefmoeder beraamt een plan om het stel uit elkaar te halen.

## Rolverdeling
| Acteur         | Personage  |
| -------------- | ---------- |
| Polaire        | La moineau |
| Henry Roussel  |            |
| Renée Sylvaire |            |
| César          | Mafflu     |